# Djama Ali Moussa
Djama Ali Moussa (جامع على موسى en arabe) ou Djamah Ali, dit Zayli’i ou Zeilï (Jaamac Cali Muuse Saylici en somali), né vers 1910 à Djibouti, sur la côte française des Somalis, et mort dans la même ville le 10 novembre 1959, est un homme politique français.

## Biographie

### Éléments personnels
Selon le Dictionnaire des parlementaires français (1994), Djama Ali Moussa naît en 1910 à Djibouti. Avant d’exercer une activité commerçante à Djibouti après la Seconde Guerre mondiale, il sert dans la marine marchande.

### Carrière politique
Djama Ali Moussa est élu délégué dans le collège somali (au sein du collège des non-citoyens) au conseil représentatif de la côte française des Somalis les 14 mars et 28 mars 1946,,.
Avec le soutien d’élus arabes, il remporte le siège réservé à la Somalie française au Conseil de la République le 22 décembre 1946 sous l’étiquette « autochtone indépendant ». Réélu après le scrutin du 19 décembre 1948, il perd son mandat après s’être présenté de nouveau à celui du 25 mai 1952, Hassan Gouled remportant le siège,.
En 1953, il est vice-président du syndicat autochtone indépendant, dont le président est Mahmoud Harbi.[réf. nécessaire]
Il est élu en juin 1957 à l'assemblée territoriale sur la liste dirigée par Mahmoud Harbi et soutenue par l'administration, et participe à sa commission permanente. En 1958, il demande la dissolution de l'AT à la suite du référendum qui a rejeté l'indépendance et le départ consécutif de Mahmoud Harbi.

### Événements de 1949
Le 18 janvier 1949, Djama Ali est victime d'une agression qui est le prétexte à une série d'affrontements entre des groupes identifiés comme issa et gadabursi. Ils causent 6 morts gadabursis et 27 blessés (19 Gadabursis et 8 Issas) les 18 et 19 janvier. Des incidents simultanés se déroulent à Zeila.
De nouveaux affrontements ont lieu en août 1949 lors du retour de Djama Ali sur le territoire (au moins 39 morts et 120 blessés). D'autres incidents ont lieu en octobre après une agression contre Saïd Ali Coubèche. Plus de 500 personnes sont alors expulsées du territoire. Ces événements s'inscrivent dans une situation de crise économique du territoire, et de partage des ressources entre divers groupes.

## Activité parlementaire
Comme conseiller de la République et sénateur, il siège d’abord sur les bancs du groupe communiste en 1946 comme apparenté, puis, comme membre, sur ceux du groupe d’union républicaine et résistante pour l’Union française en 1947 (groupe apparenté au groupe communiste) et du groupe des républicains indépendants quelques mois plus tard. À partir de 1949, il est rattaché administrativement au groupe du rassemblement des gauches républicaines et de la gauche démocratique,,,.